# Éligibilité technique
Dans le domaine des télécommunications, l'éligibilité technique de la ligne téléphonique est sa capacité à supporter un service proposé, notamment, le FTTH (fibre optique), l'ADSL ou le câble.

## Qualité de la fibre optique
Un logement est dit éligible lorsqu'il est raccordable à un point de mutualisation d'au moins un opérateur.
Un logement est dit éligible mutualisé  lorsqu'il est effectivement relié par point de mutualisation au réseau d'au moins deux opérateurs.

## Qualité de la ligne téléphonique
L'éligibilité technique à un service utilisant la ligne téléphonique dépend avant tout de la qualité de celle-ci, que l'on mesure par l'atténuation (en dB). À défaut de pouvoir systématiquement mesurer cette atténuation, on se base pour déterminer la qualité d'une ligne sur l'affaiblissement théorique de celle-ci, qui est calculé à partir des valeurs théoriques de l'atténuation d'un signal à 300 kHz sur les fils de cuivre. La longueur de la ligne (entre le domicile de l'abonné et le central téléphonique, c'est-à-dire la boucle locale) et le diamètre des fils de cuivre utilisés (de 0,4 mm à 1 mm) sont les deux principaux éléments utilisés pour calculer l'affaiblissement.
Outre l'éligibilité à des services comme l'ADSL ou la télévision par ADSL, la qualité de la ligne permet d'estimer le débit (en kbit/s) supporté par celle-ci, selon la technique utilisée.

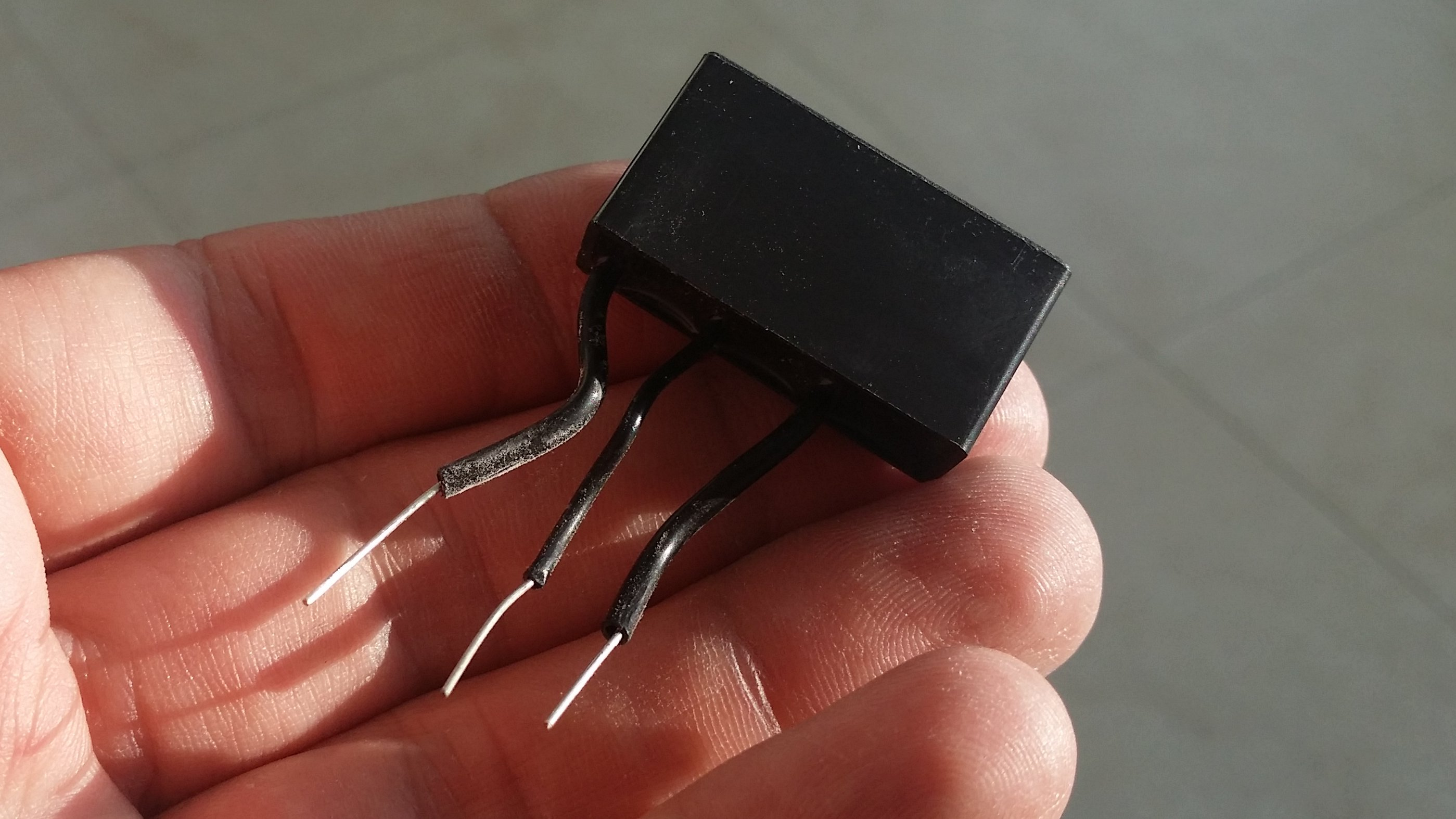
Condensateur 3 pattes que l'on peut trouver dans certaines installations téléphoniques françaises. Il peut perturber la réception signal ADSL

Diverses raisons peuvent mener à une baisse de qualité de la ligne téléphonique :
- Mauvaise qualité du cuivre (le cuivre utilisé pour les lignes en France est généralement de bonne qualité)
- Dispositifs émettant un champ magnétique (néons, éclairage public, ...)
- Présence de ferrite ou d'un condensateur de test en bout de ligne de type 3 pattes fixées sur les plots 1, 3 et 5 d'une prise FT (appelé aussi balise rc, balise ft ou « caramel » par les techniciens ft ou orange) à ne pas confondre avec la même en 2 pattes (fixées sur les plots 1 et 3 de la prise en T France Telecom) qui elle ne perturbera pas l'adsl et qui pour certaines lignes longues (de plus de 55 db d’atténuation) ont tendance à stabiliser la synchronisation d'un modem.
- État des isolants protégeant les fils de cuivre
- État des raccords (sans oxydation)

## Équipements présents au central téléphonique
Pour pouvoir délivrer un service comme l'ADSL à ses abonnés, chaque fournisseur d'accès à Internet utilise des équipements installés dans le central téléphonique, qui peuvent être ceux de l'opérateur historique France Télécom ou d'un opérateur de dégroupage. L'équipement le plus important est le DSLAM. L'éligibilité à l'ADSL suppose la présence d'au moins un DSLAM dans le central téléphonique. Pour bénéficier d'offres en dégroupage, le central téléphonique de desserte doit être équipé d'au moins un DSLAM de l'opérateur concerné.

## Autres facteurs d'éligibilité
D'autre part, l'éligibilité de la ligne à un service comme l'ADSL peut être remise en question par un autre service qui pourrait entrer en conflit (par exemple, système de télé-surveillance). Certaines lignes sont également inéligibles en raison d'un multiplexage fréquentiel.

## Tests d'éligibilité ADSL
Ces tests permettent de savoir avant l'inscription à un fournisseur d'accès à Internet si la ligne téléphonique est éligible à l'ADSL, si elle est dans la zone de couverture du dégroupage des opérateurs, et par conséquent quels débits et services on peut espérer. Les tests mentionnés ci-dessous donnent en outre un certain nombre d'informations techniques relatives à la ligne téléphonique et au central téléphonique sur lequel celle-ci est raccordée.

## Tests d'éligibilité au Câble
Ces tests, dont l'objet est de déterminer les possibilités d'accéder à Internet par le Câble, sont en général intégrés aux principaux tests d'éligibilité ADSL. Ces tests font appel aux bases de couverture des différentes communes par les réseaux des principaux câblo-opérateurs. 